# Ribadavia
Ribadavia è un comune spagnolo di 5 397 abitanti situato nella comunità autonoma della Galizia.